# Cyrtodactylus nuaulu
Espèce
Cyrtodactylus nuaulu est une espèce de geckos de la famille des Gekkonidae.

## Répartition
Cette espèce est endémique de Céram aux Moluques en Indonésie. Elle a été découverte dans le parc national de Manusela.

## Publication originale
- Oliver, Edgar, Mumpuni, Iskandar & Lilley, 2009 : A new species of bent-toed gecko (Cyrtodactylus: Gekkonidae) from Seram Island, Indonesia. Zootaxa, n. 2115, p. 47-55.